# Гансі Мюллер
Гансі Мюллер (нім. Hansi Müller, нар. 27 липня 1957, Штутгарт) — німецький футболіст, що грав на позиції півзахисника.
Виступав, зокрема, за клуб «Штутгарт», а також національну збірну Німеччини.
Дворазовий чемпіон Австрії. Володар Кубка Австрії. У складі збірної — чемпіон Європи.

## Клубна кар'єра
У дорослому футболі дебютував 1975 року виступами за команду клубу «Штутгарт», в якій провів сім сезонів, взявши участь у 186 матчах чемпіонату. Більшість часу, проведеного у складі «Штутгарта», був основним гравцем команди. У складі «Штутгарта» був одним з головних бомбардирів команди, маючи середню результативність на рівні 0,35 голу за гру першості.
Згодом з 1982 по 1986 рік грав у складі команд клубів «Інтернаціонале», «Комо» та «Ваккер» (Інсбрук).
Завершив професійну ігрову кар'єру у клубі «Сваровскі-Тіроль», за команду якого виступав протягом 1986—1990 років.

Гансі Мюллер (праворуч) на Євро-1980 проти грека Хрістоса Ардізоглу.

## Виступи за збірну
У 1978 році дебютував в офіційних матчах у складі національної збірної Німеччини. Протягом кар'єри у національній команді, яка тривала 5 років, провів у формі головної команди країни 42 матчі, забивши 5 голів.
У складі збірної був учасником чемпіонату світу 1978 року в Аргентині, чемпіонату Європи 1980 року в Італії, здобувши того року титул континентального чемпіона, чемпіонату світу 1982 року в Іспанії, де разом з командою здобув «срібло».

## Титули і досягнення

### Командні
- Чемпіон Австрії (2):

«Сваровскі-Тіроль»: 1988–1989, 1989–1990
- Володар Кубка Австрії (1):

«Сваровскі-Тіроль»: 1988–1989
- Чемпіон Європи (1):

1980
- Віце-чемпіон світу: 1982

### Особисті
- Трофей Браво: 1980